# Бхонсле, Ваман
Ваман Бхонсле (англ. Waman Bhonsle; 19 февраля 1932, Помбурпа, Португальская Индия — 26 апреля 2021, Горегаон) — индийский монтажёр фильмов, работавший в киноиндустрии на языке хинди.

## Биография
Родился в деревне Помбурпа в Гоа и приехал в Бомбей в 1952 году в поисках работы.
Он начал учиться монтажу в Bombay Talkies под руководством друга семьи, Д. Н. Пая, который был монтажёром фильма «Куртизанка». Затем он более десяти лет работал помощником редактора на студии Filmistan. В качестве независимого монтажёра Бхонсле впервые выступил в фильме «В смятении» (1967) Раджа Кхослы.
В дальнейшем он работал с лучшими режиссёрами болливуда от Кхослы до Гулзара и от Субхаша Гхая до Шекхара Капура.
Он был монтажёром более 230 фильмов, включая «Моя родина» (1971), «Гувернёр» (1972), Kalicharan (1976), «Верные друзья» (1980), «Долг чести» (1980), «Герой» (1983), «Рам и Лакхан» (1989), «Огненный путь» (1990) и «Непокорившийся судьбе» (1998).
В 1978 году Бхонсле был отмечен Национальной кинопремией за свою работу в фильме Inkaar, а в 1992 — премией Filmfare за «Торговца».
Маратхи-язычный Kairee (1999), снятый Амолом Палекаром, стал его последним фильмом. Он ушёл на пенсию в начале 2000 года.
Бхонсле скончался в своём доме в Мумбаи 26 апреля 2021 года из-за проблем со здоровьем, связанных с возрастом. У него остались дети: Викас Бхонсле, Варша Палекар, Вайшали Наир и Вибха Кондкар.